# Danuta Bułkowska
Danuta Bułkowska-Milej (Polonia, 31 de enero de 1959) es una atleta polaca retirada especializada en la prueba de salto de altura, en la que consiguió ser medallista de bronce mundial en pista cubierta en 1985.

## Carrera deportiva
En los Juegos Mundiales en Pista Cubierta de 1985 ganó la medalla de bronce en el salto de altura, con un salto por encima de 1.90 metros, siendo superada por la búlgara Stefka Kostadinova (oro con 1.97 metros) y la sueca Susanne Lorentzon (plata con 1.94 metros).